# منطقه جرم
منطقه جرم (انگلیسی: Crime Zone) یک فیلم اکشن و علمی تخیلی آمریکایی-پرویی محصول سال ۱۹۸۹ به کارگردانی لوئیس یوسا، نویسندگی داریل هانی با بازی دیوید کارادین، پیتر نلسن، شریلین فن و مایکل شانر است.
این فیلم در مارس ۱۹۸۹ در ایالات متحده منتشر شد. و در ماه مه ۱۹۸۹ به صورت ویدیویی منتشر شد. در سال ۲۰۱۳ در، یک کانال اشتراک یوتیوب گنجانده شد.

## داستان
در کشور خیالی سولیل، یک دولت پلیسی وحشی در جنگ با فرودان، دولت جنایتکاری به نام هکتور را راه اندازی می‌کند که به دام پلیس می‌رود. هکتور به دستور رئیس پلیس زنده دستگیر می‌شود و پس از یک محاکمه نمایشی کوتاه به صورت زنده از تلویزیون اعدام می‌شود. بون، که اخیراً شغل خود را در یک مرکز برودتی به دلیل عدم احترام مناسب به اقتدار از دست داده‌است، با هلن، زنی که مجبور به تن‌فروشی در فاحشه‌خانه‌ای که توسط دولت تأیید شده‌است، ملاقات می‌کند. آنها بلافاصله جذب یکدیگر می‌شوند و با وجود چندین تماس نزدیک با پلیس، شروع به یک عاشقانه غیرقانونی می‌کنند. دوست بون، کرئون، نسبت به رابطه آنها حسادت می‌کند و از بون می‌خواهد که هلن را با او شریک شود. ولی بون امتناع می‌کند. بون و هلن که ناامید شده و به پول نیاز دارند، یک بانک را سرقت می‌کنند و به سرعت تبدیل به جنایتکاران تحت تعقیب در سولیل می‌شوند و …